# Turhan Sofuoğlu
Pour les articles homonymes, voir Sofuoğlu.
Turhan Sofuoğlu, né le 19 août 1965, est un footballeur et entraîneur de football turc.
Il a joué à Yalovaspor, Orduspor K et Sakaryaspor.
Pour la saison 1988-1989, il est transféré à Fenerbahçe SK et inscrit 103 buts en première division turque.
Après avoir terminé sa carrière, il devient entraîneur à Fenerbahçe puis à Yimpas Yozgatspor.
En 1999-2000, il est l'entraîneur adjoint de Ridvan Dilmen et Zdeněk Zeman.
Il reçoit aussi le surnom de « roi des derby » car il remporta tous les derby avec Fenerbahçe.
Il signe ensuite avec Giresunspor mais ne termine pas son contrat.
Maintenant, il entraîne Kahramanmaraşspor.